# مجلة الطريق
كانت الطريق مجلة سياسية وثقافية نصف شهرية كانت موجودة في بيروت، لبنان، بين عامي 1941 و 1945. كان المنفذ الإعلامي للرابطة ضد النازية والفاشية في سوريا ولبنان ثم جماعة أنصار السلام.
أسست مجلة الطريق من قبل رائف خوري بمساعدة أعضاء آخرين في عصبة مناهضة النازية والفاشية في سوريا ولبنان عام 1941. وضمت المجموعة شخصيات يسارية مثل أنطون ثابت وعمر فاخوري ويوسف إبراهيم يزبك وكامل عياد. كان أنطون ثابت صاحب مجلة الطريق. صدر العدد الأول من المجلة في 20 ديسمبر 1941. يقع المقر الرئيسي لشركة طارق في بيروت ويخرج كل شهرين. تألفت هيئة تحرير المجلة من عمر فاخوري وأنتون ثابت ورائف خوري ويوسف يزبك. في عام 1943 انضم كامل عياد إلى هيئة التحرير. وكان رئيس تحرير المجلة قدري الحاجي.
تهدف مجلة الطريق إلى إعلام الجماهير بالسياق الأيديولوجي للحرب العالمية الثانية المستمرة. مع مرور الوقت أصبح منتدى ليس فقط للمؤلفين اليساريين، ولكن أيضا لأولئك من خلفيات فكرية وسياسية أخرى. أولت المجلة اهتماما خاصا للزعيم الهندي جواهر لال نهرو والشاعر الهندي والناشط الاجتماعي رابندرانات طاغور. في العدد الأول، عرضت الطريق اقتباسات من طاغور. في الأعداد التالية تم الإشادة بنهرو في افتتاحيات المجلة. بعد نهاية الحرب العالمية الثانية، أصبحت المجلة عضوا في مجموعة أنصار السلام. أحد المساهمين كان حسين مروى. مطوية في عام 1945.